# جیمز اوسکار مکینزی
جیمز اوسکار مکینزی (انگلیسی: James O. McKinsey; ۴ ژوئن ۱۸۸۹ – ۳۰ نوامبر ۱۹۳۷) حسابدار، مشاور، کارآفرین و سرمایه‌دار اهل ایالات متحده آمریکا بود. وی بنیانگذار شرکت مک‌کینزی اند کامپنی می‌باشد.